# Pauline Morrow Austin
Pour les articles homonymes, voir Austin et Morrow.
Pauline Morrow Austin (18 décembre 1916 - 29 août 2011) est une physicienne et météorologue américaine connue pour ses travaux sur les radars météorologiques dont son travail sur la « bande brillante ».

## Biographie

### Formation
Austin (née Pauline Morrow) est née en 1916 à Kingsville (Texas) mais a passée la majeure partie de son enfance au Mexique, étant scolarisée à la maison par ses parents missionnaires éducateurs. Cependant, pour les deux dernières année de l'école secondaire, elle a fréquenté la North Avenue Presbyterian School à Atlanta, en Géorgie,.
Pauline Austin a obtenu un B.Sc. en mathématiques du Wilson College en 1938, où elle était l'élève de Dorothy Walcott Weeks,. Elle a ensuite obtenu une M.Sc. en physique du Smith College en 1939 et un doctorat en physique du Massachusetts Institute of Technology (MIT) en 1942. À ce dernier endroit, Austin était l'étudiante et la protégée de Julius Stratton (en), ingénieur électricien qui deviendra plus tard président du MIT. La thèse d'Austin portait sur la théorie de la propagation du rayonnement électromagnétique dans l'atmosphère terrestre.

### Carrière
Austin a commencé sa carrière au MIT Radiation Laboratory où elle a contribué au développement de la navigation à longue portée (LORAN) et du radar pendant la Seconde Guerre mondiale. Elle a été saluée dans le New York Times du 18 janvier 1942 comme l'une des neuf femmes contribuant à la science et à la technologie en temps de guerre,.
En 1946, elle a rejoint le nouveau projet de radar météorologique du MIT en tant qu'experte en théorie électromagnétique,. Dans ce travail, elle a comparé l'intensité des échos radar à la quantité de précipitations, améliorant l'utilisation du radar pour suivre les conditions météorologiques. En 1947, elle est devenue membre fondateur et seule femme du Comité de la Société météorologique américaine sur la météorologie radar.
De 1953 à 1955, Austin a travaillé comme chargé de cours au Wellesley College de Boston. De 1956 à 1980, elle a dirigé le « Weather Radar Lab » au MIT. Pendant son mandat, elle a aussi enseigné la météorologie radar et conseillé des étudiants diplômés du département de météorologie du MIT (qui fait maintenant partie du département des sciences de la Terre, de l'atmosphère et des planètes). Ses recherches se sont concentrées sur la mesure de la pluie par radar, en particulier l'étude de la « bande brillante » qui permet de repérer les zones changements de types de précipitations. Ainsi en 1974, elle a déployé un radar embarqué pour mesurer les précipitations sur l'océan tropical dans le cadre de l'expérience tropicale atlantique du programme de recherche sur l'atmosphère mondiale (GATE).

### Vie personnelle
Austin a rencontré James Murdoch Austin pendant ses études supérieures au MIT. Ils se sont mariés en 1941 et sont restés au MIT où il est devenu un professeur de météorologie de longue date et l'un des premiers présentateurs qualifiés en météorologie de la télévision. Pauline a collaboré avec lui à l'inclusion de certaines des premières image d'un radar météorologique dans les bulletins télévisés. Ils ont eu deux filles, Doris et Carol. Après la mort de son mari en 2000, Austin a déménagé à Gainesville (Floride), pour se rapprocher de l'une de ses filles.

## Notoriété
Le travail d'Austin a été influent dans le choix de la longueur d'onde (bande S) des radars aux États-Unis qui permet des mesures plus précises des précipitations car peu atténuée, contrairement à la bande C utilisée dans d'autres pays. Elle a également joué un rôle déterminant dans l'installation de radômes sur le Green Building du MIT (bâtiment 54), siège du département des sciences de la Terre, de l'atmosphère et des planètes du MIT.
En 2016, Austin a été commémorée avec une exposition dans le Green Building du MIT. En 2017, le MIT a produit une vidéo biographique soulignant sa carrière en tant que l'une des premières femmes à obtenir un doctorat en physique du MIT.